# Сальмерон, Альфонсо
Альфонсо (Альфонсус) Сальмерон (исп. Alfonso Salmerón; 8 сентября 1515, Толедо — 13 февраля 1585, Неаполь) — испанский библеист, богослов, католический священник, проповедник эпохи Возрождения, один из первых иезуитов.

## Биография
Образование получил в Университете Алькала, где подружился с Диего Лаинесом, и в Сорбонне в Париже, где встретился с Лойолой и вскоре стал одним из самых горячих последователей его доктрины. Участвовал в формировании основной группы более позднего ордена иезуитов.
Его деятельность в защиту католичества имела место в Италии, Бельгии, Германии и Польше. В 1541/1542 годах в качестве апостольского нунция папы Павла III побывал в Ирландии и Шотландии. В Неаполе основал иезуитскую коллегию в 1551 году. В 1561/62 году был генеральным викарием ордена иезуитов.
На Триентском соборе его называли богословом и оратором папы римского.
В 1564—1582 годах, в основном, занимался проповедничеством и литературной деятельностью. В течение следующих восемнадцати лет во время Великого поста он ежедневно произносил проповеди, чем снискал большое уважение и популярность. Оставил после себя богатое писательское наследие, состоящее, в основном, из 16 томов библейских комментариев: 11 — по истолкованию евангелия, один — на Деяния апостолов и четыре на послания святого Павла.
Известны его труды и другие книги по Новому Завету.